# National Geographic Partners
National Geographic Partners, LLC es una empresa conjunta entre The Walt Disney Company (que posee el 73% de las acciones) y la organización científica sin fines de lucro homónima National Geographic Society (que posee el 27%). La compañía supervisa todas las actividades comerciales relacionadas con la sociedad, incluidas las publicaciones de revistas y los canales de televisión.
La compañía fue establecida originalmente por 21st Century Fox y la National Geographic Society; tras la finalización de la adquisición de 21CF por parte de Disney el 20 de marzo de 2019, Disney asumió la participación de 21CF en la empresa conjunta.

## Historia
La empresa conjunta se estableció en 2015, pero la relación de la National Geographic Society con 21st Century Fox se remonta a finales de la década de 1990, cuando la News Corporation original (de la que 21st Century Fox es uno de los sucesores) lanzó el National Geographic Channel (ahora simplemente calificado como National Geographic) en Asia y Europa, en asociación con la sociedad. La versión nacional de Estados Unidos del canal se lanzó en 2001.
El 9 de septiembre de 2015, la sociedad anunció que reorganizaría sus propiedades de medios y publicaciones en una nueva compañía conocida como National Geographic Partners, que sería propiedad mayoritaria de 21st Century Fox con una participación del 73%. Esta nueva corporación, con fines de lucro, sería propietaria de National Geographic y otras revistas, así como de sus redes de televisión afiliadas, la mayoría de las cuales ya eran propiedad de empresas conjuntas con Fox. En el momento del anuncio del acuerdo, James Murdoch, CEO de 21st Century Fox, dijo en comentarios a National Geographic que el pacto creó "un lienzo ampliado para que la marca National Geographic crezca y llegue a los clientes de nuevas maneras, y para llegar a nuevos clientes".
El 2 de noviembre de 2015, aproximadamente dos semanas antes del cierre del acuerdo de la empresa conjunta ampliada, National Geographic y 21st Century Fox anunciaron que el 9% de los 2,000 empleados de National Geographic, aproximadamente 180 personas, serían despedidos, constituyendo la mayor reducción de personal en la historia de la sociedad.
El 26 de octubre de 2016, National Geographic anunció un cambio de marca y la red de televisión eliminó "Channel" de su nombre.
Como parte de la adquisición de la mayoría de los activos de 21st Century Fox, The Walt Disney Company se hizo cargo de la participación de control de 21CF en la empresa conjunta. Tras la adquisición, los canales de televisión de National Geographic Partners se convirtieron en parte de la unidad de Walt Disney Television; con el presidente de National Geographic Partners informando directamente al presidente de Walt Disney Television. Disney oficialmente cerró el trato el 20 de marzo de 2019.

## Marcas

### Revistas
National Geographic: es la revista insignia, se publica mensualmente. La revista contiene artículos sobre geografía, ciencia popular, historia mundial, cultura, eventos actuales y fotografías de lugares y cosas de todo el mundo y el universo. La revista National Geographic se publica actualmente en 40 ediciones en idioma local en muchos países del mundo. La circulación combinada de inglés y otros idiomas es de alrededor de 6.8 millones mensuales, con unos 60 millones de lectores.
National Geographic Explorer: es una revista de aula. La National Geographic School Bulletin se lanzó en 1919 y fue reemplazado por la revista infantil National Geographic World en 1975. NG World se dividió en el actual National Geographic Explorer y National Geographic Kids en 2001.
National Geographic History: fue lanzada en la primavera de 2015.
National Geographic Kids: es la versión de la revista National Geographic para niños, lanzada en 1975 con el nombre de National Geographic World. Tiene una circulación de más de 1,5 millones de dólares. Actualmente también hay 18 ediciones en idioma local de NG Kids, con otro medio millón en circulación. Una edición en árabe de la revista para niños se lanzó en Egipto a principios de 2007, y más de 42,000 copias se distribuyen a todas las escuelas públicas de Egipto, además de otras 15,000 ventas de copias únicas. Más recientemente, se lanzó una edición albanesa y polaca.
National Geographic Little Kids: es dirigida hacia niños pequeños de 3 a 6 años
National Geographic Traveler: fue lanzada en 1984. Hay 18 ediciones en idioma local de NG Traveler.

### Canales de televisión
Los canales de televisión de National Geographic son parte de esta empresa, pero las compañías de Disney (Walt Disney Television en los Estados Unidos, Disney Channels Worldwide fuera de los Estados Unidos) se encargan de la distribución y venta de anuncios de los canales. En la mayoría de los casos a nivel internacional, los canales National Geographic y Disney se promocionan mutuamente. En algunos territorios, las versiones de los canales de National Geographic son operadas directamente por Disney.
National Geographic: El canal documental emblemático.
Nat Geo Kids: un canal de interés infantil. Actualmente cerrado en la región MENA y Latinoamérica.
Nat Geo Music: un canal que se centra en la música étnica.
Nat Geo People: Un canal centrado en el estilo de vida.
Nat Geo Wild: un canal temático de vida silvestre. Actualmente cerrado.
Nat Geo Gold: Un canal de temática documental. Actualmente disponible en la región de África.

## Premios
En 2019, el documental Free Solo de National Geographic ganó el premio a Mejor largometraje documental en la 91.ª edición de los Premios de la Academia, y ganó el Premio BAFTA al mejor documental en la 72.ª edición de los Premios de la Academia Británica. La película fue el segundo documental más taquillero de 2018.